# Godło Saint-Pierre i Miquelon

Godło Francji - oficjalne godło terytorium

Tradycyjny herb terytorium

Oficjalnym godłem Saint-Pierre i Miquelon jest godło Francji. Terytorium posiada również tradycyjny herb pochodzący z 1936 r.
Okręt upamiętnia francuskiego odkrywcę Jacques'a Cartiera, który dotarł do wysp w 1535 r. W części czołowej herbu umieszczone są symbole Baskonii, Bretanii i Normandii, skąd przybyli tutaj koloniści. Dewiza: A mare labor (łac. Z morza praca).